# Esilda Villa
Esilda Villa (Sucre, Bolivia; 18 de diciembre de 1909-Oruro, 11 de mayo de 1947) fue la primera mujer en convertirse en abogada en Bolivia y tuvo un rol fundamental en el movimiento  de  mujeres a inicios del siglo XX en su país. Después de pasar su examen en 1928, se le negó la licencia para el ejercicio profesional, aduciendo que las mujeres no eran ciudadanas en aquel tiempo y no podían realizar el servicio militar obligatorio. Su caso generó presión internacional y finalmente obtuvo su licencia en 1929. Diez años más tarde, cuando aprobó el examen para convertirse en  abogada litigante, el Tribunal Supremo nuevamente rechazó la emisión de su  licencia objetando que las mujeres eran incapaces de practicar la abogacía. Obtuvo su licencia en un mes y practicó la abogacía hasta su  muerte en un accidente de tráfico.

## Primeros años

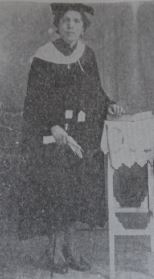
Esilda Villa Laguna Michel, 1.º abogada mujer en Bolivia

Esilda Villa Laguna Michel nació el 18 de diciembre de 1909 en Sucre, hija de Adela Michel y Eduardo Villa Laguna. A la edad de cuatro años, empezó a estudiar en una escuela primaria en la ciudad de Potosí. Debido a su rendimiento excelente, se eximió de pasar el último año de la escuela primaria y, a los 12 años, se trasladó a Oruro, matriculándose  en la escuela secundaria, Liceo "Pantaleón Dalence" de Señoritas, graduándose con una especialización en ciencia y letras. Aunque  quería estudiar leyes,  no había ninguna Facultad de derecho en Oruro que aceptara mujeres, así que uniéndose con otras graduadas de su generación, fundaron la Facultad Libre de Derecho. Después de estudiar durante dos años, el 2 de junio de 1928, se presentó ante la Corte Superior de Distrito de Oruro, para rendir el examen para Procuradora de Causas. No habiendo tenido nunca antes  una mujer que rinda esta prueba, la Corte tomó el examen a Villa y confirmó que cumplía con los requisitos.
Cuando posteriormente la Corte Superior de Distrito solicitó su certificación como Procuradora a la Procuradoría, la aplicación fue rechazada con base en que, como mujer, no era ciudadana y no podría ser licenciada sin haber completado su servicio militar obligatorio. En una Resolución Ministerial del 10 de octubre de 1928  rechazaron conceder la licencia a Villa. Esta acción del Ministerio, comenzó una larga campaña larga por parte de Villa para la mejora de los derechos de las mujeres en Bolivia. Presentó múltiples peticiones ante el Senado de Bolivia, no solo por los derechos políticos de las mujeres, sino por su derecho cívico a ejercer una profesión. De forma simultánea, se presentó en el cuartel militar y pidió ser matriculada como conscripta. Cuando el comandante se negó, solicitó que se le proporcione un certificado de incapacidad, el cual permitía a los hombres ejercer profesiones sin cumplimiento de servicio militar. Su batalla fue seguida por diarios importantes de América del Sur, en Argentina, Chile, Cuba y Perú, entre otros, y fue a menudo ridiculizada calificando su comportamiento como masculino en la sección de humor. Una edición del diario chileno El Mercurio especulaba sobre la posibilidad de que tuviese barba. La atención internacional, incluyendo una solicitud presentada a su nombre a la Asamblea General de la Unión Panamericana por la Comisión Interamericana de Mujeres, presionó a la  Procuradoría  para revertir su decisión y concederle el título de procuradora el 2 de marzo de 1929.

## Carrera
Las noticias sobre Villa convirtiéndose en la primera mujer abogada en Bolivia fueron publicadas en revistas feministas y en el Boletín de la Unión Panamericana. Durante los siguientes diez años, trabajó con los abogados y reclusos en la Cárcel Pública. Durante la Guerra del Chaco (1932–1935), se capacitó como enfermera, dando ayuda en el campo de batalla a los heridos. El 2 de enero de 1938, Villa regresó a la Corte Superior en Oruro para solicitar se la examine como abogada litigante (abogada). Nuevamente, aprobó el examen, pero cuando solicitó su licencia, Villa fue notificada que según el Artículo 15 de la Ley de Organización Judicial confirmada por el Tribunal Supremo de Bolivia, las mujeres, así como personas sordas o mudas tenían prohibido ser abogados litigantes. Una vez más, cuestionó esta resolución y finalmente se le otorgó su licencia el 22 de enero de 1938.
Villa estuvo involucrada en la fundación del Ala de niños del Hospital Público y estableció una sala de primeros auxilios en la Escuela "María Quiroz". Hizo campaña para albergar para los niños de los reclusos de la cárcel que no tuviesen ningún pariente para ocuparse de ellos y emitió opiniones legales sobre los derechos de los niños. En 1936, en el Primer Congreso Feminista de Bolivia, realizado en Cochabamba, presentó dos documentos, uno que abogaba por investigaciones de paternidad para confirmar el apoyo para niños por parte de  sus padres y otro que argumentaba que la ley debería proteger a los niños. Se inclinó por la protección legal para madres solteras, permitiéndoles ejercer como guardianes de sus propios hijos, manutención infantil por parte de  padres ausentes, y acceso a educación y salud. En julio de 1946, cuando los golpes de estado derrocaron a Gualberto Villarroel, Villa escuchó un anuncio en la radio solicitando suministros médicos para personas heridas en la rebelión. Ella organizó el envío de los suministros y la ayuda médica a ciudadanos en La Paz a través del sistema de Ferrocarril boliviano.

## Muerte y legado
Villa murió el 11 de mayo de 1947, en un accidente automovilístico cuando regresaba de la dedicatoria de un monumento a las víctimas caídas el de 20 de noviembre de 1944, en Oruro. Se celebró un homenaje en su honor en la catedral de La Paz.

### Citas
1. ↑  "Homenaje", 1948, p. 8.
2. 1 2  "Homenaje", 1948, p. 9.
3. 1 2  "Homenaje", 1948, p. 10.
4. ↑  La Prensa, 1928, p. 7.
5. 1 2  "Homenaje", 1948, p. 11.
6. 1 2  "Homenaje", 1948, p. 12.
7. ↑  Bulletin of the Pan American Union, 1929, p. 312.
8. ↑  "Homenaje", 1948, p. 13.
9. ↑  Durán Zuleta, 2012.
10. ↑  "Homenaje", 1948, p. 14.
11. ↑  García Mérida, 2005, p. 3.
12. 1 2  "Homenaje", 1948, p. 15.
13. ↑  "Homenaje", 1948, p. 39.